# Gayenna chrysophila
Gayenna chrysophila là một loài nhện trong họ Anyphaenidae.
Loài này thuộc chi Gayenna. Gayenna chrysophila được Cândido Firmino de Mello-Leitão miêu tả năm 1926.